# 未来へ 17アクション
『未来へ 17アクション』（みらいへ じゅうなな アクション）は日本放送協会（NHK）が2021年1月から展開されている国際連合「持続可能な開発目標（SDGs）」の実現へ向けての啓発キャンペーンプロジェクトである。

## 概要
NHKではこの21世紀、「地球だい好き 環境新時代→NHK地球エコ」を通して、地球環境について、また防災・減災（「NHK東日本大震災プロジェクト」など）、就職活動生支援、2020年からは新型コロナウィルスと向き合う「ウィズ・コロナ」などへのキャンペーン番組を展開してきたが、2021年度はこれらをさらに包括的に取り上げ、放送番組や各放送局などで行うイベントなどを通して、SDGsで国連が定義する17の重大課題と向き合い、持続可能な多様性ある社会の実現・達成へ向けたアクションを起こすきっかけづくりを目指す。
『未来へ17アクション』の公式ウェブサイトは2024年3月29日で閉鎖。『NHK x SDGs』に統合された。

## 参加番組
主に、『NHKスペシャル』、『BS1スペシャル』などの長時間単発番組や、教養色の強い番組（『あさイチ』、『NHK高校講座』、『地球ドラマチック』、『ひろがれ!いろとりどり』など）、地域情報番組（『NHK地域局発』など）を中心にして展開し、関連のドキュメント・レポートや長時間の討論会などを放送する。一部の番組は国際放送のNHKワールド JAPAN（NHKワールドTV）でも放送する。
また、ジェンダー企画については日本テレビ（日テレ）とコラボレーションを行い、同局と共同で行った取り組みを両局のネット記事・動画として配信する（日テレとNHKは過去にも『NHK地球エコ×日テレ系ecoウィーク』などのコラボ企画が行われている）。

## イメージソング
- 「フェニックス」（山下達郎）

原曲は2003年の『地球だい好き 環境新時代』の主題歌で、本キャンペーンでは、自らがアカペラしたセルフカバーのバージョンを放送で採用する。
- 「ツバメ」（YOASOBI）

青少年向けプロジェクト『ひろがれ!いろとりどり』のテーマ曲で、みんなのうた2021年10月・11月期にMVバージョンで初披露し、現在は『あおきいろ』内でMVバージョンと視聴者から寄せられた『ツバメダンス』投稿映像を放送していて、近々アニメバージョンの制作も予定している。

## 未来へ17action SDGs集中月間
『未来へ17action SDGs集中月間』は、NHKが2021年10月から12月にかけて展開したSDGsに関するキャンペーン。
特に2021年11月についてはイギリス・グラスゴーにおいて、第26回気候変動枠組条約締約国会議（COP26）が行われることを受けて「集中月間」と位置づけ、特に地球環境、ジェンダー、若年層の教育などを中心に関連番組や特集を集中的に放送するほか、「未来へ 17アクション ～渋谷ではじめよう～」と題し、渋谷ヒカリエの特設スタジオにて11月20日から11月23日まで、ステージイベントでの公開収録・生放送、また10月から12月にかけてNHKプラスクロスSHIBUYAでも「未来へ 17アクション わたしたちのミライ展」（第1期テーマ・「地球環境・気候変動」2021年10月9日-11月12日、第2期テーマ・「生物多様性」2021年11月13日-12月19日）を展開するなど、NHK本部放送センターがある渋谷駅・渋谷区周辺地域を会場に、様々なSDGs啓発キャンペーンを展開する。
11月に開催されるNHKのキャンペーンとしては、2022年の『ツバメ 世界こどもの日プロジェクト』を経て、2023年から『スゴEフェス』が開催されている。

### PR大使
- 長濱ねる[9] - 『長濱ねるのSDGs日記』に出演。
- みやぞん[10] - 『天才てれびくんhello,』に出演。
- A.B.C-Z - 『A.B.C-Z 今夜はJ's 倶楽部』に出演。
  - 橋本良亮[11]
  - 戸塚祥太[12]
  - 河合郁人[13]
  - 五関晃一[14]
  - 塚田僚一[15]

### 番組編成
2021年10月・11月期の『みんなのうた』でテーマソング「ツバメ」を初放送。
NHK総合テレビ
- 2021年11月3日 水曜日 文化の日
  - 10:05 - 11:07：未来王2030
  - 11:07 - 11:52：少しずつ世界を変えていく〜全国で活躍!高校生ボランティア〜
  - 18:05 - 18:45：世界は教科書でできている
  - 19:30 - 20:17：NHKスペシャル「ジェンダーサイエンス 第1集」
  - 20:17 - 20:55：阿佐ヶ谷アパートメント
  - 22:00 - 22:55：特集ドラマ 雨の日
  - 22:55 - 23:15：ハロー!生理〜世界で聞いた5つのストーリー〜
- NHKスペシャル
  - 11月03日：ジェンダーサイエンス 第1集 男X女 性差の真実
  - 11月06日：ジェンダーサイエンス 第2集 月経 苦しみとタブーの真実
  - 11月07日：グレート・リセット〜脱炭素社会 最前線を追う〜
  - 11月14日：EVシフトの衝撃〜岐路に立つ自動車大国・日本〜
- 有田P おもてなす
  - 11月06日：長濱ねる SDGsコラボスペシャル!
- NHK地域局発 SDGs推し!
  - 11月08日 - 11月22日
- あさイチ「進化続ける“大豆ミート”!その実力とおいしい食べ方」
  - 11月09日
- SDGsミニドラマ
  - 11月09日 - 11月12日
- うまいッ! SDGsスペシャル
  - 11月22日：江戸から!魚を守り食べきる〜新潟・村上市〜
  - 11月29日：水産業の未来をつくる!〜宮城・石巻市〜

NHK Eテレ
- あおきいろ
- 天才てれびくんhello,
  - 10月27日：『NHKスペシャル』グレート・リセット大喜利!
  - 11月15日 - 11月17日：『ひろがれ!いろとりどり』アオとキイ
- ハートネットTV
  - 11月02日：みんなで考えるジェンダー「なぜ差別は見えづらいのか」
  - 11月03日：みんなで考えるジェンダー「なぜ差別をしてしまうのか」
  - 11月16日：性暴力被害 トラウマからの回復
- きょうの健康
  - 11月08日 - 11月11日
- 沼にハマってきいてみた
  - 11月09日：長濱ねるもハマってる!“ごみ拾い沼”
- 地球ドラマチック
  - 11月13日：ノガンを絶滅させない!〜守り人たちの挑戦〜
  - 11月20日：オーストラリア森林火災 動物救出大作戦!
- リフォーマーズの杖
  - 11月15日：2100年 なぜ金メダルは失われたのか!?
- バリバラ「生理を語ろう!」
  - 11月18日：「障害×生理」誰にも言えなかった悩み
  - 11月25日：「障害×生理」本当にあったコワイ話
- 太田光のつぶやき英語
  - 11月18日：冨永愛のSDGsなライフスタイル
- ドキュランドへようこそ
  - 11月19日：沈黙の森を出よ 旧ユーゴ民族紛争の性犯罪被害者たち
- 虹クロ
  - 11月22日 月曜日 19:25 - 19:55
- きょうの料理
  - 11月23日：とっておき!レシピリレー「捨てがちな○○で!」
- サイエンスZERO
  - 11月28日：脱炭素のトップランナー“二酸化炭素回収技術”大集合

NHK BS1
- 国際報道2021
  - 09月27日：女性に避妊の選択肢を〜進む欧州の動き〜
  - 12月06日：イギリスタブー超えて「更年期症状」を社会問題に
- BS世界のドキュメンタリー
  - 11月11日：サーカス・カトマンズ少女たちの再起
  - 11月22日：私はみんなの声になるイラン・女性たちの闘い
  - 11月23日：スタートラインカミングアウトするアスリートたち
- 命のバトン 〜赤ちゃん縁組がつなぐ絆〜
  - 11月18日 木曜日 20:00 - 20:50 / 21:00 - 21:50
- BS1スペシャル
  - 11月21日：カミングアウトの“向こう側”
  - 11月23日：ミホンモ 韓国 未婚の母の苦闘
  - 11月28日：それでもプラスチックは必要ですか?「人体むしばむプラスチック」

NHK BSプレミアム
- コズミックフロント
  - 11月04日：レディ・サピエンス
  - 11月25日：急増!宇宙ゴミ スペースデブリに挑む先駆者たち
- 離島で発見!ラストファミリー物語
  - 11月13日 土曜日 21:00 - 21:59

NHKラジオ第1
- 三宅民夫のマイあさ!「深よみ。」
  - 11月15日 - 11月19日：今さら聞けないSDGs
- 武内陶子のごごカフェ
  - 11月15日 - 11月19日：気軽に語ろうSDGs
- らじらー!サタデー
  - 11月20日：ジャニーズJr.とSDGsを学ぼう
- A.B.C-Z 今夜はJ's 倶楽部
  - 11月23日：A.B.C-Zと考えるSDGsのABCスペシャル

### イベント
- 未来へ17action わたしたちのミライ展
  - 日程：2021年10月09日 - 12月09日
  - 会場：NHKプラスクロスSHIBUYA
- 未来へ17action ～渋谷ではじめよう～
  - 日程：2021年11月20日 - 11月23日
  - 会場：渋谷ヒカリエ、SHIBUYA109
- 地球のミライコンサート
  - 日程：2021年11月20日 土曜日
  - 放送：NHK BS8K 公開生放送 18:00 - 19:40
  - 会場：東京ポートシティ竹芝 ポートホール